# Louis Daguerre

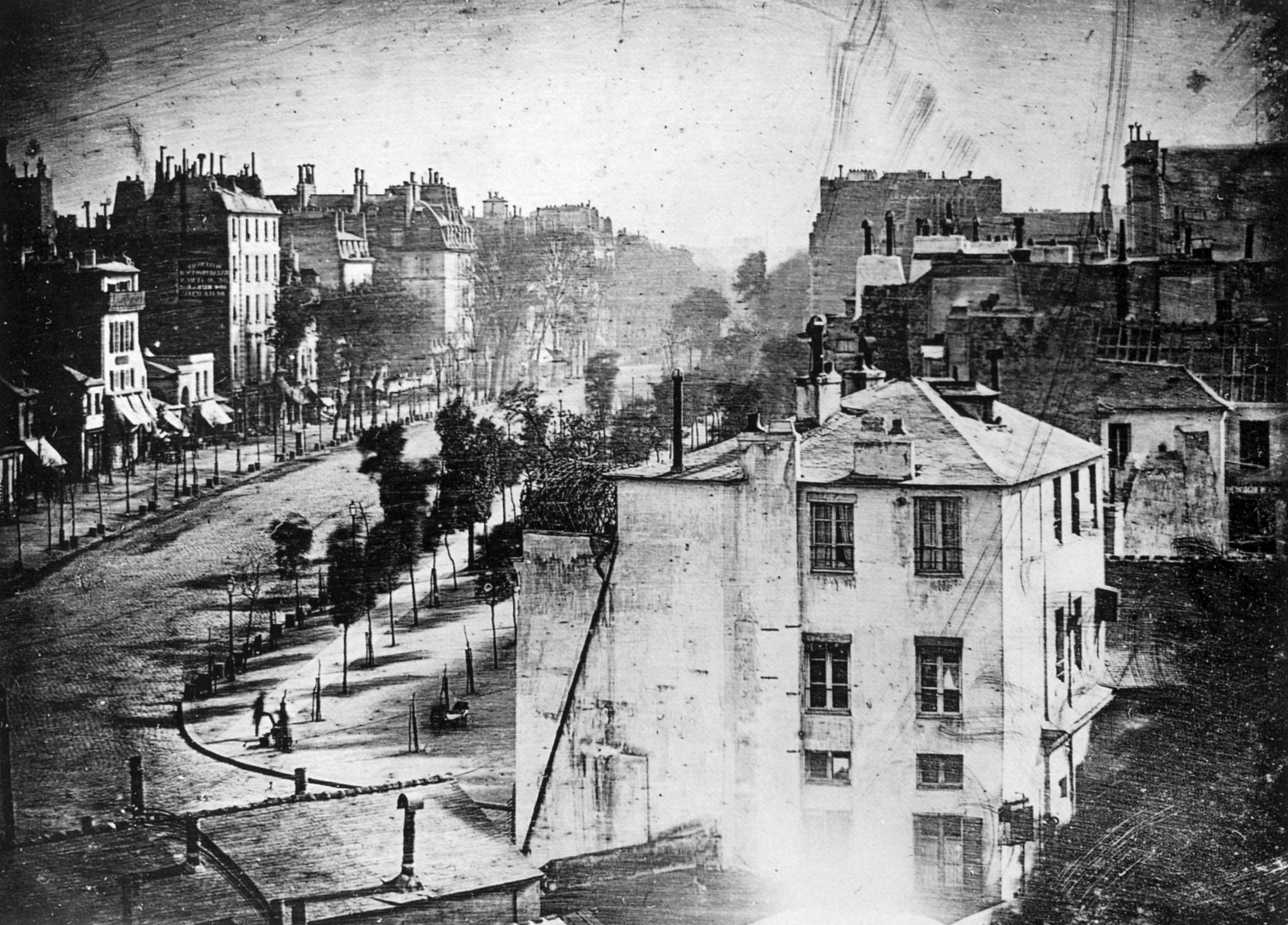
Az első embert ábrázoló fotográfia: Boulevard du Temple (dagerrotípia, 1838)

Louis-Jacques-Mandé Daguerre (Cormeilles-en-Parisis, 1787. november 18. – Bry-sur-Marne, 1851. július 10.) francia feltaláló, tájkép- és dekorációfestő, a fényképezés történetének egyik úttörője.

## Élete
Fiatal korában adótiszt, majd színházi díszletfestő volt. Első találmányaként létrehozott egy, a kép idő- és térbeli változását érzékeltető eszközt, amelyben egy áttetszővé tett festett vászonkép mögé színezett, vékony selyemvásznakat helyezett el. Zsinórok mozgatásával és fény segítségével természeti jelenségeket érzékeltetett.
Foglalkoztatni kezdte az a probléma, hogy milyen technikai eszközzel lehetne a világ képmását létrehozni. Az első kísérletei nem jártak eredménnyel. 1827-ben találkozott Joseph Niépce-szel, aki szintén a fényképezőgép feltalálásán dolgozott. Rá két évre társultak. Niepce 1833-ban meghalt. Daguerre-nek egyedül 1837-re sikerült kifejlesztenie az azóta róla elnevezett dagerrotípiát, egy évvel később elkészítette a világ első embert ábrázoló fotográfiáját, a Boulevard du Temple-t. 1839-ben hozta nyilvánosságra találmányát, de nem szabadalmaztatta. Ezért cserébe a francia kormány élete végéig járadékot fizetett neki és Niépce fiának is.

## Nevezetesebb művei
- Historique et description des procédés du Daguerréotype et du Diorama (Párizs, 1839)
- Nouveau moyen de préparer la couche sensible des plaques destinées á recevoir les images photographiques (1844)

### Magyarul
- Daguerre képei elkészítési módjának leírása; ford. Zimmermann Jakab; Hagenauer, Bécs, 1840 (hasonmásban: 2008)